# Mistrzostwa Polski w Saneczkarstwie 2020
Mistrzostwa Polski w Saneczkarstwie 2020 odbyły się na torze lodowym w Siguldzie na Łotwie w dniach 13–15 marca 2020 roku. Zawodnicy rywalizowali w czterech konkurencjach: jedynkach kobiet i mężczyzn, w dwójkach oraz w zawodach drużynowych.

## Wyniki

### Jedynki kobiet
| Miejsce | Zawodnik             | Klub                                      |
| ------- | -------------------- | ----------------------------------------- |
| 1.      | Natalia Wojtuściszyn | UKS Nowiny Wielkie                        |
| 2.      | Klaudia Domaradzka   | MKS Karkonosze Sporty Zimowe Jelenia Góra |
| 3.      | Anna Bryk            | MKS Karkonosze Sporty Zimowe Jelenia Góra |
| 4.      | Nikola Domowicz      | UKS Nowiny Wielkie                        |
| 5.      | Natalia Jamróz       | UKS Tajfun Nowy Sącz                      |
| 6.      | Dominika Piwkowska   | UKS Nowiny Wielkie                        |

### Jedynki mężczyzn
| Miejsce | Zawodnik             | Klub                                      |
| ------- | -------------------- | ----------------------------------------- |
| 1.      | Mateusz Sochowicz    | KS AZS AWF Katowice                       |
| 2.      | Kacper Tarnawski     | MKS Karkonosze Sporty Zimowe Jelenia Góra |
| 3.      | Wojciech Chmielewski | MKS Karkonosze Sporty Zimowe Jelenia Góra |
| 4.      | Karol Mikrut         | UMKS Parkowa Krynica Zdrój                |
| 5.      | Patryk Poręba        | UMKS Parkowa Krynica Zdrój                |
| 6.      | Kacper Imiołek       | UKS Nowiny Wielkie                        |

### Dwójki
| Miejsce | Zawodnik                                  | Klub                                      |
| ------- | ----------------------------------------- | ----------------------------------------- |
| 1.      | Wojciech Chmielewski / Arkadiusz Dybalski | MKS Karkonosze Sporty Zimowe Jelenia Góra |
| 2.      | Patryk Poręba / Karol Mikrut              | UMKS Parkowa Krynica Zdrój                |
| 3.      | Jakub Karaś / Mateusz Karaś               | MKS Karkonosze Sporty Zimowe Jelenia Góra |
| 4.      | Nikola Domowicz / Dominika Piwkowska      | UKS Nowiny Wielkie                        |
| 5.      | Kacper Imiołek / Łukasz Maćkała           | UKS Nowiny Wielkie                        |
| 6.      | Kamil Gumulak / Natalia Jamróz            | UKS Tajfun Nowy Sącz                      |

### Drużynowo
| Lokata | Klub                                           | Zawodnik                                  |
| ------ | ---------------------------------------------- | ----------------------------------------- |
| 1.     | MKS Karkonosze Jelenia Góra / AZS AWF Katowice | Anna Bryk                                 |
| 1.     | MKS Karkonosze Jelenia Góra / AZS AWF Katowice | Mateusz Sochowicz                         |
| 1.     | MKS Karkonosze Jelenia Góra / AZS AWF Katowice | Wojciech Chmielewski / Arkadiusz Dybalski |
| 2.     | MKS Karkonosze Jelenia Góra                    | Klaudia Domaradzka                        |
| 2.     | MKS Karkonosze Jelenia Góra                    | Kacper Tarnawski                          |
| 2.     | MKS Karkonosze Jelenia Góra                    | Jakub Karaś / Mateusz Karaś               |
| 3.     | UKS Nowiny Wielkie                             | Natalia Wojtuściszyn                      |
| 3.     | UKS Nowiny Wielkie                             | Kacper Imiołek                            |
| 3.     | UKS Nowiny Wielkie                             | Kacper Imiołek / Łukasz Maćkała           |
| 4.     | UKS Tajfun Nowy Sącz / UMKS Krynica Zdrój      | Natalia Jamróz                            |
| 4.     | UKS Tajfun Nowy Sącz / UMKS Krynica Zdrój      | Kamil Gumulak                             |
| 4.     | UKS Tajfun Nowy Sącz / UMKS Krynica Zdrój      | Patryk Poręba / Karol Mikrut              |
| 5.     | UKS Nowiny Wielkie                             | Nikola Domowicz                           |
| 5.     | UKS Nowiny Wielkie                             | Adam Wanielista                           |
| 5.     | UKS Nowiny Wielkie                             | Nikola Domowicz / Dominika Piwkowska      |